# 延福寺石刻
延福寺石刻位於四川省瀘州市瀘縣，文物遺址年代判定為宋。2012年7月16日公佈為第八批四川省文物保護單位。
延福寺石刻位於四川省瀘州市瀘縣玄灘鎮平安村8組，最早建於宋代，坐東南向西北，占地面積800平方米，有石窟4窟24龕，共有造像310余尊，分佈在長33米，高4米，面積150平方米山崖壁上。有宋代“前後功德普洲文君禮父子囗記”的題刻、“成都府主持開普賜名延福寺”題記和“大清道光十五年”題記等。主窟在崖壁中間，兩側分佈。主壁左後側和右前方均有分佈。主窟進深3.8米，寬4米，高3.57米，有結跏趺座於須彌座上的包括釋迦摩尼在內的造像45尊。大小不同的佛教、道教造像，保存完整。延福寺石刻造像精美，數量眾眾，內容豐富，規模龐大，是川甫一處具有典型歷史、藝術和科學價值的石窟造像群。其中宋代的玄奘取經像，是迄今為止年代最早的攜猴取經像，比金代陝北石窟中的玄奘取經像早了幾十年，具有十分重要價值。1993年，延福寺石刻被瀘州市人民政府公佈為市級文物保護單位。